# Viloyat Andijon
Die usbekische Viloyat Andijon liegt im Osten des Ferghanatals. Die Viloyat ist etwa 4.200 km² groß und hat 2.962.500 Einwohner. Dies entspricht etwa 705 Einwohnern pro Quadratkilometer und ist damit die höchste Bevölkerungsdichte in Usbekistan.
Bewohnt wird die Viloyat überwiegend von Usbeken, aufgrund der Nähe zu Kirgisistan leben dort auch über 100.000 Kirgisen.

## Verwaltungsgliederung
Die Viloyat ist in 14 Bezirke (tuman) geteilt. Hauptstadt ist Andijon. Die Städte Andijon, Asaka, Xonobod, Shahrixon und Qorasuv sind viloyatunmittelbar, d. h., sie gehören keinem Bezirk an. Asaka und Shahrixon sind gleichzeitig die Hauptorte der gleichnamigen Bezirke.
| Nr. | Bezirk     | Hauptort   |    | Nr.          | Bezirk       | Hauptort |
| --- | ---------- | ---------- | -- | ------------ | ------------ | -------- |
| 1   | Andijon    | Kuyganyor  | 8  | Xoʻjaobod    | Xoʻjaobod    |          |
| 2   | Asaka      | Asaka      | 9  | Qoʻrgʻontepa | Qoʻrgʻontepa |          |
| 3   | Baliqchi   | Baliqchi   | 10 | Marhamat     | Marhamat     |          |
| 4   | Boʻz       | Boʻz       | 11 | Oltinkoʻl    | Oltinkoʻl    |          |
| 5   | Buloqboshi | Buloqboshi | 12 | Paxtaobod    | Paxtaobod    |          |
| 6   | Izboskan   | Poytugʻ    | 13 | Shahrixon    | Shahrixon    |          |
| 7   | Jalolquduq | Jalaquduq  | 14 | Ulugʻnor     | Oqoltin      |          |

## Rohstoffe und Wirtschaft
Andijon ist reich an Ressourcen wie Erdöl, Erdgas, Ozokerit und Kalkstein. Ein aufgrund ihrer besonderen Süße geschätztes Anbauprodukt sind verschiedene Melonenarten, die jedoch auf künstliche Bewässerung angewiesen sind. Weiters werden Baumwoll-, Getreide-, Wein- und Gemüse-Anbau  und Viehzucht betrieben.
In Andijon angesiedelte Industriebetriebe widmen sich der Metallverarbeitung, chemischen Industrie, Leichtindustrie und Lebensmittelindustrie. Der erste Automobil-Montagebetrieb Zentralasiens, das usbekisch-koreanische Joint-Venture Uz-DaewooAvto, hat seinen Sitz in Asaka.